# Dardanie (provincie)

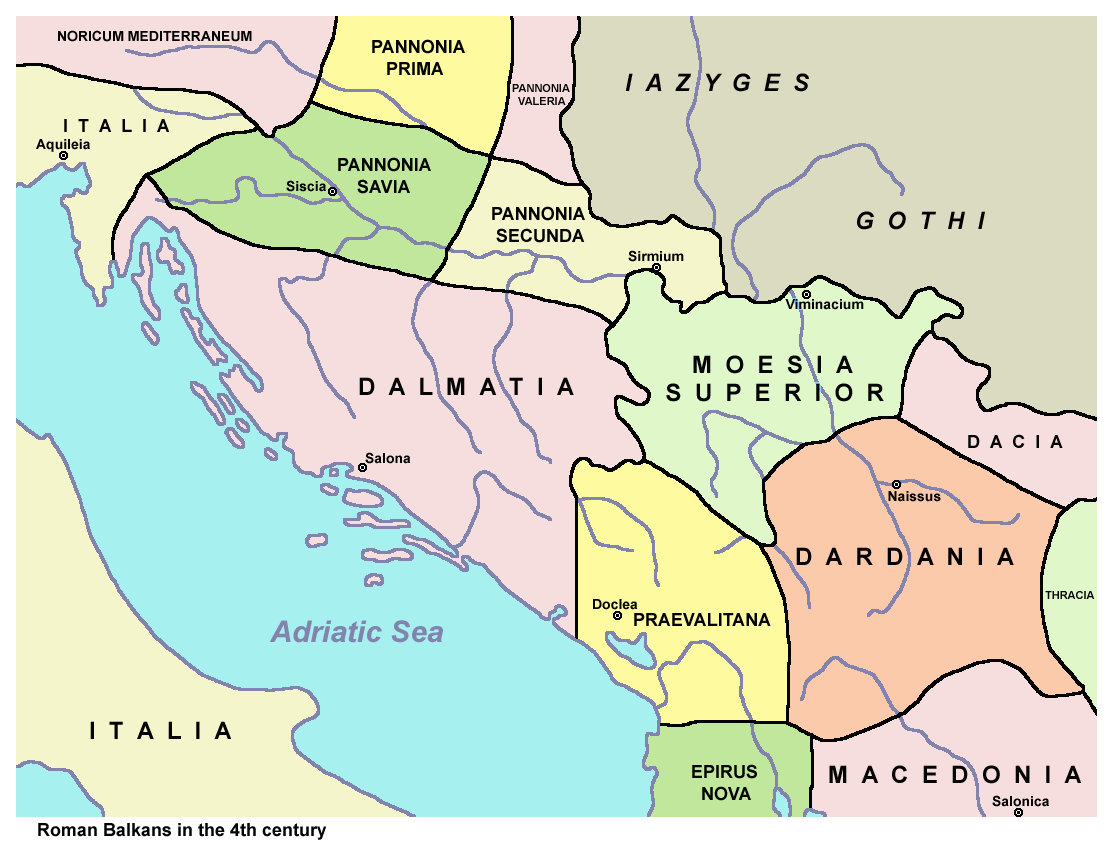
Římské provincie na Balkáně ve 4. století

Dardanie, latinsky Dardania, řecky Δαρδανία, byla provincie Římské říše nacházející se na středním Balkáně, na území dnešní Severní Makedonie, Kosova a Srbska. Existovala ve 4.-6. století. V ranějších dobách římské historie (87–284) se na tomto území nacházela provincie Moesie. Dardanie jako samostatná provincie byla vytvořena někdy během Diokletianovy vlády (284–305). Byla pojmenována po kmeni Dardanů, který oblast obýval, a který ve 4. století měl vlastní království (nelze tento kmen ovšem ztotožňovat s Dardany z řecké mytologie). Hlavními centry provincie byla města Scupi (Skopje), Naissus (Niš), Ulpiana (Lipjan), Therranda (Prizren). Římané také založili hornickou osadu Municipium Dardanorum (leží asi 27 kilometrů od Kosovske Mitrovice). Dardanie zůstala provincií i po rozdělení Říma, byla součástí Východořímské říše. Psal o ni ještě Prokopios z Kaisareie v 6. století, který zmínil 69 pevností, jež se v ní měly nacházet. Kromě Scupi a Ulpiany k nim patřily Stobi (Gradsko) a Justiniana Prima (zvaná též Caričin Grad). Provincie zanikla někdy v 6.-7. století po invazi Slovanů na Balkán. Název Dardanie úplně nevymizel, objevoval se i během středověku jako označení oblasti. Dnes tento název někdy používají kosovští Albánci jako alternativní označení pro Kosovo.